# Tsurushi
Tsurushi (jap. 釣殺し tsurushi) – technika tortur, zwana „odwrotnym powieszeniem” lub „torturą jamy”, stosowana w XVII w. w Japonii w stosunku do chrześcijan (kirishitan), których starano się w ten sposób skłonić do apostazji. Torturowanego zawieszano za nogi na linie, przywiązując jedną rękę do ciała, drugą pozostawiając wolną, by w każdej chwili mógł dać znak, że jest gotów wyrzec się wiary.

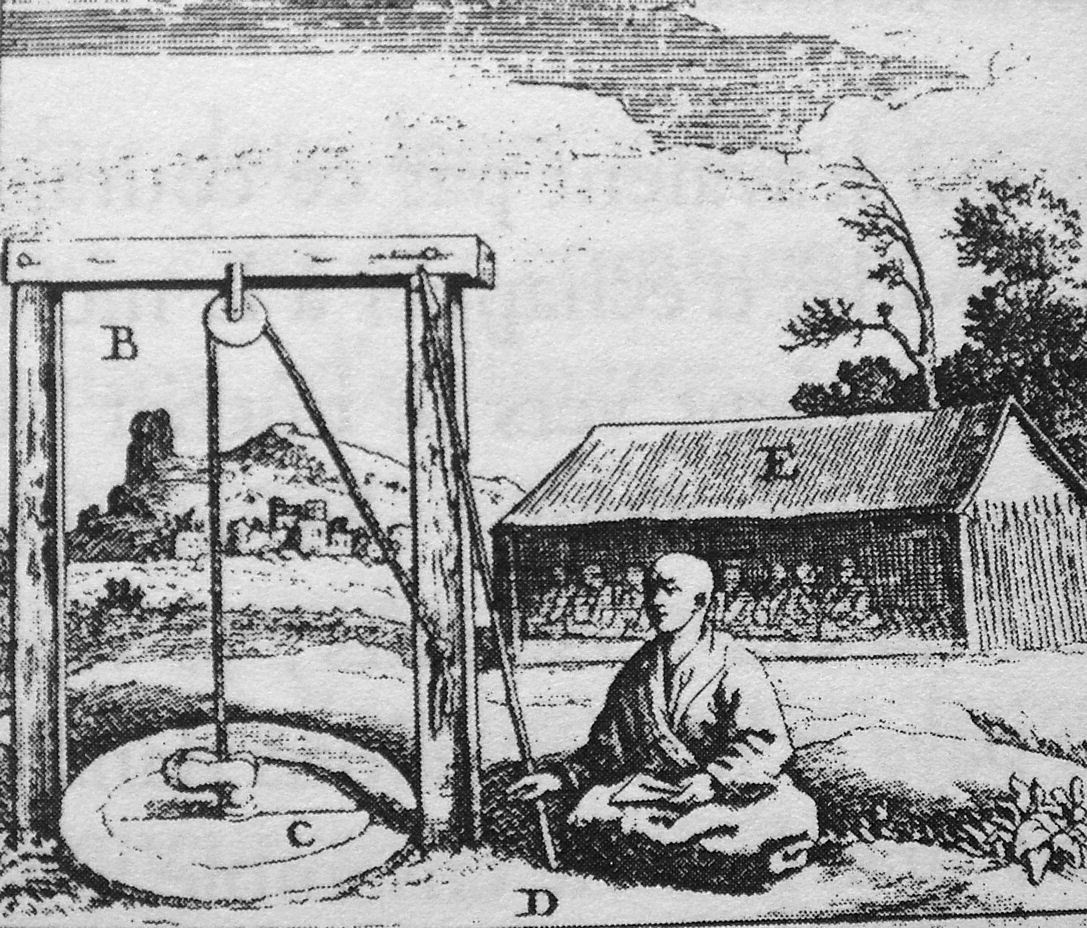
XVII-wieczna rycina ukazująca technikę tsurushi

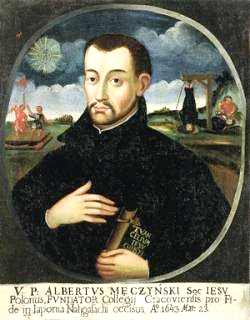
Portret Wojciecha Męcińskiego, na drugim planie po prawej widać stosowanie tsurushi

Prześladowania chrześcijan miały miejsce w okresie Edo po edykcie Iemitsu Tokugawy o samoizolacji kraju. Tsurushi stosowano zarówno wobec rdzennych Japończyków, jak i wobec Europejczyków.
Osoby torturowane często były zawieszane w jamie wypełnionej nieczystościami. Zazwyczaj też nacinano skórę czaszki w okolicach uszu bądź na czole, aby pozwolić na spadek ciśnienia krwi w głowie. Niekiedy, by zwiększyć cierpienie, ciało obciążano kamieniami.
Chrześcijanom, którzy dokonali apostazji, darowywano życie, ale wielu torturowanych odmówiło wyparcia się wiary.
Przedłużające się tortury powodowały śmierć na skutek upływu krwi, wzmożonego ciśnienia śródczaszkowego, krwawienia śródczaszkowego, uduszenia lub nieznośnego bólu. Niekiedy ofiary tsurushi tonęły w jamie napełniającej się po ulewnych deszczach.
Znanymi osobami, które poniosły śmierć w wyniku tsurushi, są Magdalena z Nagasaki, Dominik Ibáñez de Erquicia i towarzysze, Piotr Kibe Kasui, Mikołaj Fukunaga Keian (prawdopodobnie pierwsza ofiara tego typu tortur). Niektóre opisy kaźni Wojciecha Męcińskiego wskazują, że był on również poddany tsurushi.